# Рапино
Рапѝно (на италиански: Rapino) е село и община в Южна Италия, провинция Киети, регион Абруцо. Разположен е на 420 m надморска височина. Населението на общината е 1328 души (към 2014 г.).